# Pince de pose

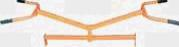
Pince à bordure.

La pince de pose, ainsi que diverses « paires de pinces » répondant à cette fonction, sont utilisées dans plusieurs domaines (électronique, chirurgie buccodentaire, manutention, etc.).
La plus répandue est certainement un type de pince constituée d'un ensemble de deux pinces croisées sur un axe et dont le serrage est proportionnel au poids de l'objet transporté (il tire son fonctionnement de deux principes élémentaires, la gravité et le levier), et nécessite deux personnes pour s'en servir.

## Métiers

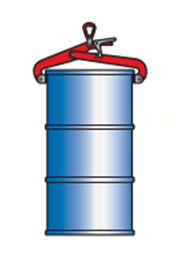
Pince de levage en bout de palan soulevant un fût.

On la rencontre dans divers domaines : chez les bûcherons, pour mouvoir des grumes, chez les cheminots, pour la pose de rails ou de traverses, en BTP (bâtiment et travaux publics), pour la pose de bordures.

## Utilité
Ce type de pince à deux personnes a principalement deux fonctions : elle sert principalement à soulever des charges lourdes (grumes, poteaux, rails, traverses, etc.) mais aussi à les mettre en place (bordures de trottoir, plaques de trottoir, marches, etc.).
Pour ainsi dire disparue au profit des appareils de levage tels que bras articulés, elle s'est modernisée en s'adaptant aux systèmes hydrauliques.
Par contre, son utilité pour la pose et l'ajustement, de bordures par exemple, en fait un outil indispensable sur un chantier de voirie.